# Club Atlético Nacional Rosario Central
El Club Atlético Nacional Rosario Central, más conocido como Rosario Central de Potosí, es un club de fútbol de la ciudad de Catavi, Departamento de Potosí, Bolivia. Fue fundado el 14 de marzo de 2016 y actualmente juega en la Asociación de Fútbol Potosí.

## Historia

### Fundación
El club fue fundado el 14 de marzo de 2016 por Abraham Mamani Flores, quien de joven vivió en Argentina y se hizo hincha del Club Atlético Rosario Central; de allí surgió la idea de honrar al cuadro rosarino con la creación de una entidad que lo representara futbolísticamente en el fútbol boliviano.

### Campeón en su temporada debut
En el mismo año de su creación debutó en la máxima categoría de la Asociación de Fútbol Potosí, la Primera A, de la cual se coronó campeón el 11 de julio de 2016 al superar 4-0 a Sporting Potosí en el Estadio Potosí una fecha antes de que cierre el certamen; anotaron los goles Víctor Peña (por duplicado), Carlos García y Nelson Calderón. La obtención del título le valió la clasificación a la Copa Simón Bolívar 2016-17, también llamada Nacional B, segunda categoría del fútbol boliviano.

### Participación en el Nacional B 2016-2017
Integró el grupo C junto a Club Atlético Bermejo, Club Atlético Ciclón, Club Fancesa de Sucre y Club Quebracho. Cumplió allí una floja campaña, ubicándose en último lugar, cosechando 4 puntos en 8 partidos; su única victoria la obtuvo el 23 de noviembre de 2016 frente a Quebracho por 3-2 en condición de local.

### Desempeños posteriores
En la temporada 2017 de la Primera A de Potosí obtuvo el tercer lugar con 34 unidades, nueve menos que el campeón Wilstermann Cooperativas. En la temporada 2018 consiguió el subcampeonato y la clasificación a la Copa Simón Bolívar junto al campeón de la liga Ferrocarril Palmeiras.

## Instalaciones
Rosario Central de Potosí no posee estadio propio; en su participación en el Nacional B ofició de local en el Estadio Víctor Agustín Ugarte. Para los partidos de liga además de dicho recinto utiliza los estadios Potosí, Club Nacional y Miners, según lo disponga la Asociación. La sede social funciona en el domicilio del presidente Mamani.

## Uniforme y escudo
A partir de su identificación con el Rosario Central argentino, utiliza los mismos símbolos que esta institución.

## Palmarés

### Títulos regionales
| Título    | Asociación | Año        |
| --------- | ---------- | ---------- |
| Primera A | Potosí     | 2016, 2021 |

## Participaciones

### Torneos nacionales
- Copa Simón Bolívar (2): 2016-17,2023.

### Torneos regionales
- Primera A Asociación de Fútbol Potosí (6): 2016, 2017, 2018, 2019, 2020 y 2021.